# Білішт
Білішт (алб. Bilishti, мак. Bilišta) — місто та колишній муніципалітет в області Корча, південно-східна Албанія. Після реформи в 2015 році Білішт стало адміністративним центром округу Девол. Населення станом на 2011 рік складало 6,250 людей. Білішт розташоване за 9 км від кордону з Грецією. Білішт знаходиться близько 880-970 метрів над рівнем моря. Клімат - континентальний: прохолодне літо і морозна зима. 

## Історія
Згідно з Сан-Стефанським мирним договором, Білішт і весь округ Девол став підпорядковуватись Болгарії, але Берлінський трактат змінив умови попередньо підписаного Сан-Стефанського договору на шкоду слов'янським народам Балканського півострова. Тому весь округ і місто залишалося під владою Османської імперії.
У 1911 році у місті проживало 106 болгарських жителів.

## Демографія
У місті основними жителями є албанці, проте існує македонська меншина. На виборах місцевого самоврядування 2011 року одного з 17 членів міської ради вдалося обрати македонською меншістю. 

## Спорт
У місті створений футбольний клуб Білішт Спорті.